# Porphyrio albus
El calamón de Lord Howe o gallineta blanca (Porphyrio albus) es una especie extinta de ave gruiforme perteneciente a la familia Rallidae. Sólo habitaba la Isla de Lord Howe.
Era muy similar al calamón común, aunque con las patas y dedos más cortos y robustos. Su plumaje era blanco, a veces con algunas plumas azules, y probablemente no volaba, como otros parientes cercanos del calamón takahe. 

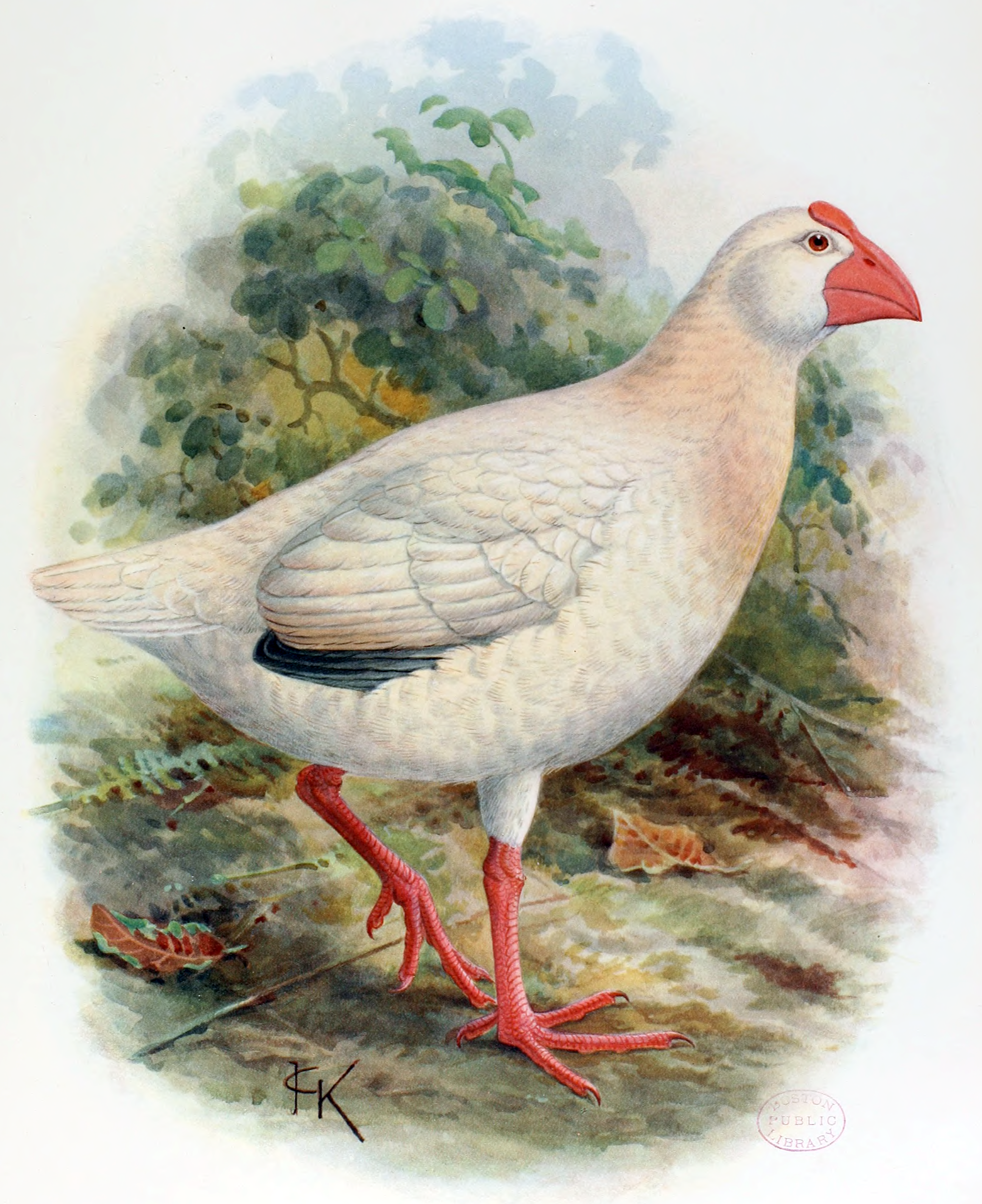
Recreación por John Gerrard Keulemans.

Esta ave fue descrita por John White en su obra Journal of a Voyage to New South Wales (1790), que además contenía una ilustración. No era abundante en la época en la que fue descrita y en poco tiempo balleneros y otros marinos los cazaron hasta la extinción.
Quedan solo dos pieles de esta ave, una el la colección del World Museum en Liverpool y la otra en el Naturhistorisches Museum Wien de Vienna. Además hay varias pinturas y varios huesos fósiles.